# Jean Frédéric Bernard
Jean Frédéric Bernard (* 1680 in Velaux, Provence; † 27. Juni 1744 in Amsterdam) war ein französischer Buchhändler, Autor, Übersetzer, Drucker und Verleger. Er wirkte hauptsächlich in den Niederlanden, publizierte jedoch überwiegend in seiner Muttersprache.

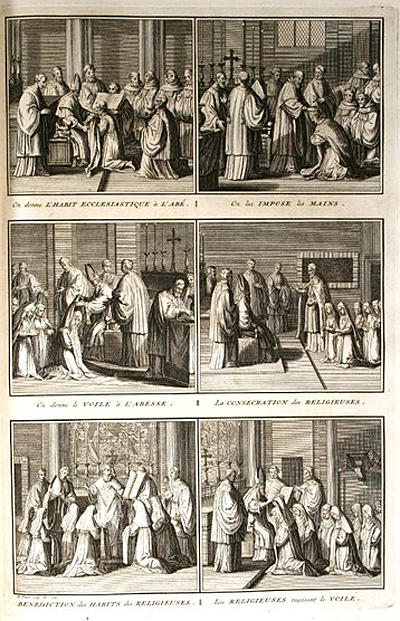
Illustration aus Cérémonies et coûtumes religieuses, 1723, dem bekanntesten Werk Bernards

Der Sohn einer hugenottischen Flüchtlingsfamilie, die weit in das kulturelle Netzwerk jener Epoche verwebt war, wurde in Amsterdam dank seines Geschicks mit Reprintauflagen zu einem der auflagenstärksten Verleger der Niederlande, der mit diesem Ertrag und einer Erbschaft auch als Autor bedeutende Werke der europäischen Aufklärung und Naturwissenschaften finanzierte. Die neuere Forschung geht so weit, dass sie zwei seiner Editionen, Recueil de voyages au nord (1715ff.) und Cérémonies et coûtumes religieuses (1723ff.), eine wesentliche und andauernde Wirkung auf die Wahrnehmung der Bildungseliten des frühen 18. Jahrhunderts zuschreibt. Beide Werke hätten die ethische und religiöse Toleranz gegenüber anderen Kulturen und Ethnien in der europäischen Aufklärung verstärkt.

## Leben

### Jugend eines hugenottischen Flüchtlings
Jean Frédéric Bernard wurde 1680 in der Provence als Sohn des Pastors Barthélmy Bernard (1646–1694) geboren. Er floh als Hugenotte im Alter von fünf Jahren mit seiner Familie aus religiösen Gründen aus Frankreich zunächst in die Schweiz, nachdem das Edikt von Nantes durch das Edikt von Fontainebleau aufgehoben worden war.
Sein Onkel Jean Bernard (1625–1706), der als Pastor in Manosque gedient hatte, galt als bedeutender Theologe und hatte gewissermaßen die Führung der gesamten Familie Bernard und die Leitung der Flucht zunächst nach Lausanne übernommen. Dort sah man ihn als Führer aller hugenottischen Familien in der dortigen Diaspora an. Daher wählte man Jean Bernard aus, um Spenden für die Hugenotten in Europa zu werben, was ihn schließlich nach Den Haag führte. Dort bat er bei Maria Stuart, der Gattin Wilhelm III., um finanzielle Mittel und eine dauerhafte Zuflucht für die Hugenotten. Durch seine Mutter Catherine Guib war Jean Frédéric Bernard fest im Netz der Hugenottischen Eliten verknüpft. Sein Großvater mütterlicherseits war Jean Frederic Guib, der schottischer Abstammung war und einen medizinischen Abschluss der Universität von Valence aufzuweisen hatte. Guib wirkte schließlich als Provost und Professor für Rhetorik am Collége d’Orange. Darüber hinaus war Jean Frederic Guib mit dem persönlichen Sekretär des Niederländischen Statthalters, des Poeten Constantijn Huygens und dessen Sohn dem Astronom, Mathematiker und Physiker Christiaan Huygens, befreundet. Auch diese Verbindungen sollten seinem Enkel Jean Frédéric die weitere Laufbahn erleichtern.
Doch die Netzwerke zahlten sich für die gesamte Familie aus: Barthélmy Bernard bekam schon bald eine Pastorenstelle an der reformierten Kirche in Amsterdam. Dies stellte sich als besondere Leistung heraus, da insgesamt 360 hugenottische Pastoren auf rund ein dutzend freie Pfarrstellen der wallonischen Kirche gekommen waren. Bereits am 29. Mai 1686 erhielt Barthélmy Bernard das Bürgerrecht der Stadt Amsterdam, was im Normalfall mehr als ein Jahr gedauert und ihn beträchtliche finanzielle Mittel gekostet hätte. Doch aufgrund seiner schlechten Gesundheit verstarb Barthélmy Bernard bereits 1694. Dies machte Jean Frédéric Bernard im Alter von 14 Jahren und seine zwei überlebenden Geschwister, Elisabeth und Henri, nachdem ihre Mutter bereits verstorben war, zu Vollwaisen. Um diese kümmerten sich nun seine beiden Onkel Jean Bernard und Henri Guib, der Bruder seiner Mutter. Der gesellschaftliche Hintergrund seiner Familie suggerierte eine universitäre oder geistliche Laufbahn – doch Jean Frédéric Bernard brach mit diesen Traditionen.

### Anfänge im Buchhandel und Verlagswesen
1704 zog Jean Frédéric dank seiner Schweizer Beziehungen zurück nach Genf – jedoch nicht als Student der Theologie, sondern um sein Glück im Handel zu machen. Bereits in Amsterdam hatte er die Bekanntschaft mit einer Hugenottischen Verleger-Dynastie gemacht, die familiäre Beziehungen zu seinem späteren Freund Pierre Humbert besaß. In Genf fasste er dank dieses Netzwerks Fuß im Maklergeschäft, wobei der Buchhandel ein wichtiger Teil seines Geschäfts blieb, das in beiden Bereichen vom wechselseitigen Vertrauen und dem Aufbau einer gewissen Klientel lebte. Selbst Pierre Bayle gehörte zu seinen Kunden.
1707 kehrte Bernard nach Amsterdam zurück. Als facteur de la société des libraires (also Mitglied der Buchhändlergesellschaft) von Genf firmierte Jean Frédéric Bernard in Amsterdam von 1705 bis 1711. Er trat danach als Autor von Übersetzungen, Herausgeber kritischer Editionen, sowie von verschiedenen historischen und literarischen Werken hervor. Die kurze Ehe mit der ebenfalls hugenottischen Jeanne Chartier, die bereits zwei Monate nach der Heirat im Alter von 26 Jahren 1714 starb, markierte einen doppelten Wendepunkt in Bernards Leben. Denn Jeanne Chartier war äußerst vermögend und im Besitz eines größeren Hauses in der renommierten Keizersgracht, sodass ihm als einzigem Erbe ein bedeutendes Kapital zufloss. Dadurch wurde seine Verlegertätigkeit noch angeregt.

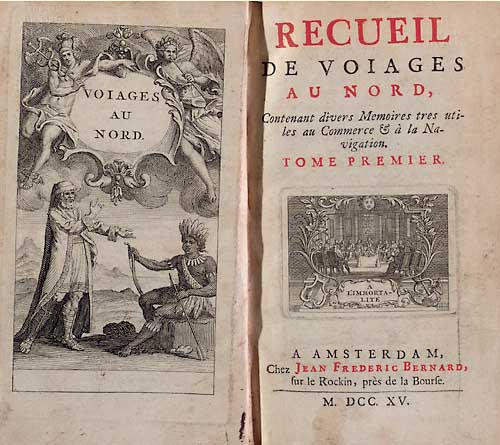
Titelvorsatzblätter von Recueil de voyages au nord, Band 1, 1715

Gerade dieses Erbe ermöglichte überhaupt erst die anspruchsvollere Produktion der ersten Auflage von Recueil de voyages au nord : contenant divers mémoires très utiles au commerce & à la navigation, 1715, die seinen Ruhm begründen sollte. Dieses Werk war eine Zusammenstellung von mehreren Arktis-Reisen. Darunter befand sich auch die erste Publikation von Nicole Jérémies Relation du détroit et de la baie de Hudson, eines in Québec geborenen Pelzhändlers, der Pierre Le Moyne d’Iberville an die Hudson Bay begleitet hatte. Die Beschreibungen der Region und insbesondere der Inuit waren besonders wertvoll, weil Jérémie im Unterschied zu den Forschungsreisenden 20 Jahre am Ort gelebt hatte. In relativ kleinem Format und preisgünstiger Aufmachung vereinten die Reiseberichte Aufzeichnungen von Händlern, Missionaren und Pelztierjägern, die Bernard übersetzte, edierte und zum Teil auch eigene Abhandlungen beisteuerte. Dabei war es für ihn wichtig, dass der Leser letztlich seine persönliche Interpretation über alles stellte. Dies erklärte auch die überaus große Anzahl von Karten und Illustrationen, was neben seinem Redaktionstalent den langjährigen Erfolg der Reihe bis in die 1730er Jahre ausmachte. Allerdings hatte er selbst kuriose Berichte wie den jener Islandreise (La Relation d´Islande, 1644) des französischen Attaché am Kopenhagener Hof, Isaak de Peyères, der 1663 in Frankreich erstmals veröffentlicht wurde, in die Sammlung mit aufgenommen. Denn de Peyères war selbst niemals in Island gewesen und hatte den Bericht komplett auf sekundärem Material allein um des erzählerischen Effekts willens fehlerhaft aufgebaut, obwohl ihn ihm bekannte Fachleute wie der dänische Archäologe Ole Worm auf die Mängel hingewiesen hatten. In einem wichtigen Punkt jedoch ging Peyères auf die wissenschaftlichen Erkenntnisse Worms ein: Die Einhorn-Saga aufgrund der auf Island gefundenen Narwalstoßzähne versuchte er zu berichtigen. Selbst die erneute Publikation dieser Widerlegung konnte die Legende in den nächsten 150 Jahren nicht aufhalten.

### Durchbruch als Verleger

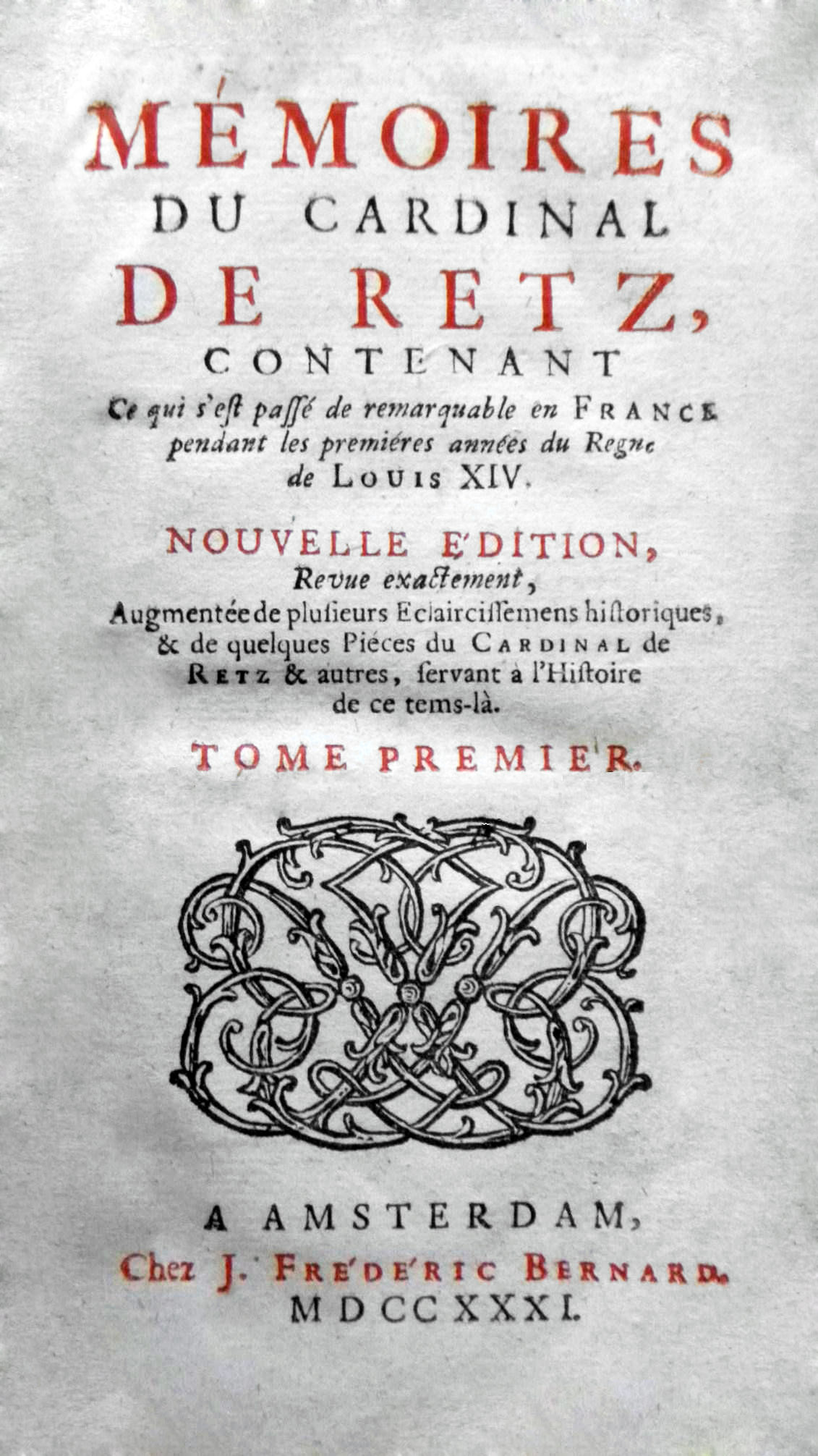
Titelvorsatzblatt Mémoires du Cardinal de Retz, Ausgabe von 1731

1718 heiratete Bernard erneut eine reiche Braut: Marie Sophie Lacoste († 1736), ebenfalls Hugenottin, entstammte einer Familie von Samt-Manufakteuren aus Montauban. Denn Bernard konnte mit Sicherheit Kapital bei dem nicht risikoarmen Geschäft der Buchproduktion benötigten, die manchem aufstrebenden Verleger, wie z. B. dem konvertierten Jesuiten Henri Du Sauzet (1687–1754), trotz wohlwollender Besprechungen und vermeintlicher Verkaufserfolge, in den Bankrott trieben. Du Sauzet, der bei der Herausgabe der skandalträchtigen Erinnerungen des Jean-François Paul de Gondi, Kardinal von Retz, 1719 mit Bernard zusammengearbeitet hatte, stand stets der Insolvenz nahe. 1747 musste du Sauzet seinen Bankrott erklären, um ein paar Jahre später völlig verarmt zu sterben. Denn damals kam es häufig vor, dass gerade kostbare Bücher von ihren vermögenden Kunden nicht etwa bei Ablieferung bar bezahlt wurden, um stattdessen weitere, teure Bücher im Voraus im Subskriptionsprinzip zu bestellen. Dies nötigte die großen Buchhändler zu einem breiten Angebot, während die weniger vermögenden Verleger oft genötigt waren, ihre unverkauften Bestände in einer Auktion feilzubieten.
Mit seinem Freund und Kollegen Humbert teilte Bernard eine liberale und freizügige Perspektive auf religiöse und weltanschauliche Fragen, was beide auch nicht daran hinderte, Werke wie das des großen französischen Liberalen des 17. Jahrhunderts, Gabriel Naudé, Apologie pour tous les grands personnages qui ont esté faussement soupçonnez de magie (1625) neu herauszugeben oder die Sermons des englischen Erzbischofs von Canterbury, John Tillotson, zu veröffentlichen.
Die Basis für seinen geschäftlichen Erfolg legte Bernard mit der Massenproduktion von für ihn in der Herstellung günstigen Reprint-Auflagen französischer Erfolgsproduktionen in heutiger Paperback-Art, die er in ganz Europa erfolgreich vertrieb. So gehörten unter anderem Jean de la Fontaine, Anne de La Roche-Guilhem, die Studien François Hédelins über das französische Theater oder François Fénelons Abhandlungen über die Rhetorik oder die Poetik zu seinem Angebot. Mit diesen Gewinnen und den Erträgen aus den Vermögen seiner Frauen finanzierte er die renommierträchtigen, aber auf kurze Sicht wenig ertragreichen Luxusproduktionen. Wie viele andere seines Fachs kümmerte er sich bei den Reprint kaum um Urheberrechte, war der Buchhandel jener Ära doch dank eines allseitigen Überlebenskampfes kaum von Skrupeln geprägt. Die Reprints machten alleine 70 Prozent seiner literarischen Gesamtproduktion aus.
In den 1720er Jahren wurde Bernard Mitglied eines Konsortiums von Buchhändlern, die sich Die Gesellschaft der 14 nannten und sich darauf spezialisiert hatten, urheberrechtsverletzende Raubdruck-Ausgaben in Massen auf den europäischen Buchmarkt zu werfen. Dazu gehörten auch Jonathan Swifts Gullivers Reisen in französischer Übersetzung, Werke Voltaires (Histoire de Charles XII), für den Bernard daher eine regelrechte Hassfigur war, und Charles Rollins De la manière d´ètudier les belle lettres. Diese rechtswidrige Grundhaltung hinderte die 14 jedoch nicht daran, selbst ihren eigenen Mitgliedern gegenüber restriktive Maßnahmen aufzuerlegen. So veröffentlichte man 1734 selbst äußerst erfolgreich Blaise Pascal Lettres provinciales. Als aber Bernard diese unter seinem eigenen Namen herausgeben wollte, musste er wie jedes andere Mitglied der 14 zuerst eine Lizenz erwerben. Um die gestiegene Verfolgung der Raubdrucke durch die niederländischen Behörden zu umgehen, fälschte Bernard selbst die Original-Werksstempel. Dies trug jedoch auch dazu bei, die Produktion vor der Zensur oder der politischen wie religiösen Strafverfolgung zu schützen.

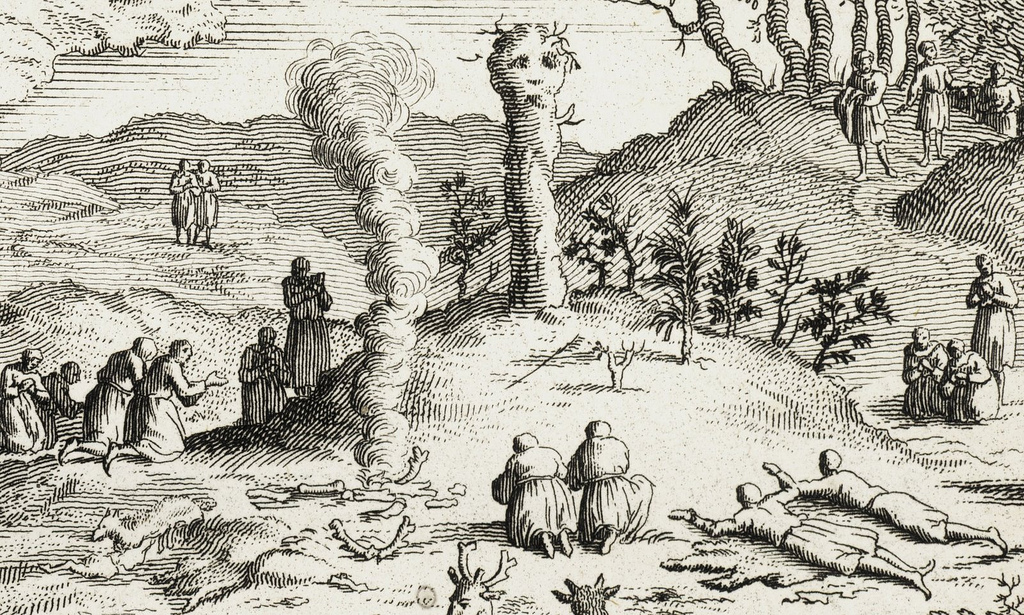
Illustration aus Cérémonies et coûtumes religieuses, 1723

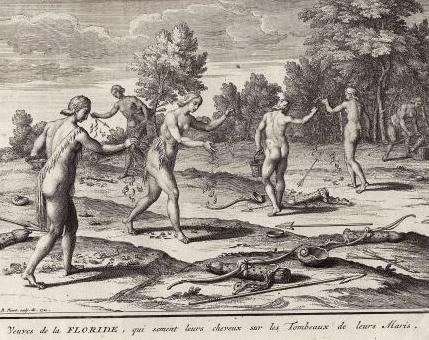
Illustration aus Cérémonies et coûtumes religieuses. „Indianerinnen Floridas streuen eigene Haare über die Gebeine ihrer toten Ehemänner“

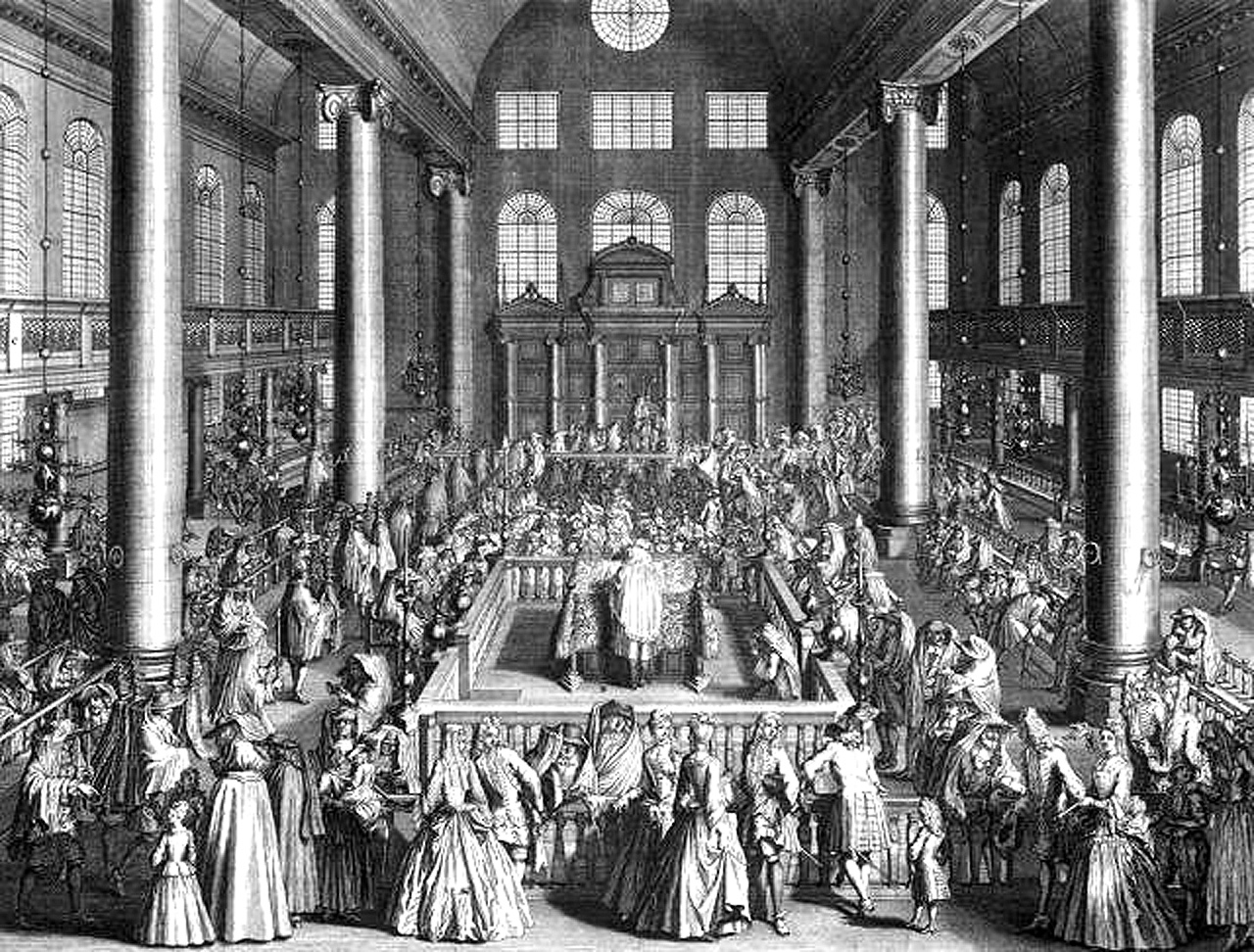
Illustration aus Cérémonies et coûtumes religieuses. Synagoge, Amsterdam, bei der Einweihung 1675

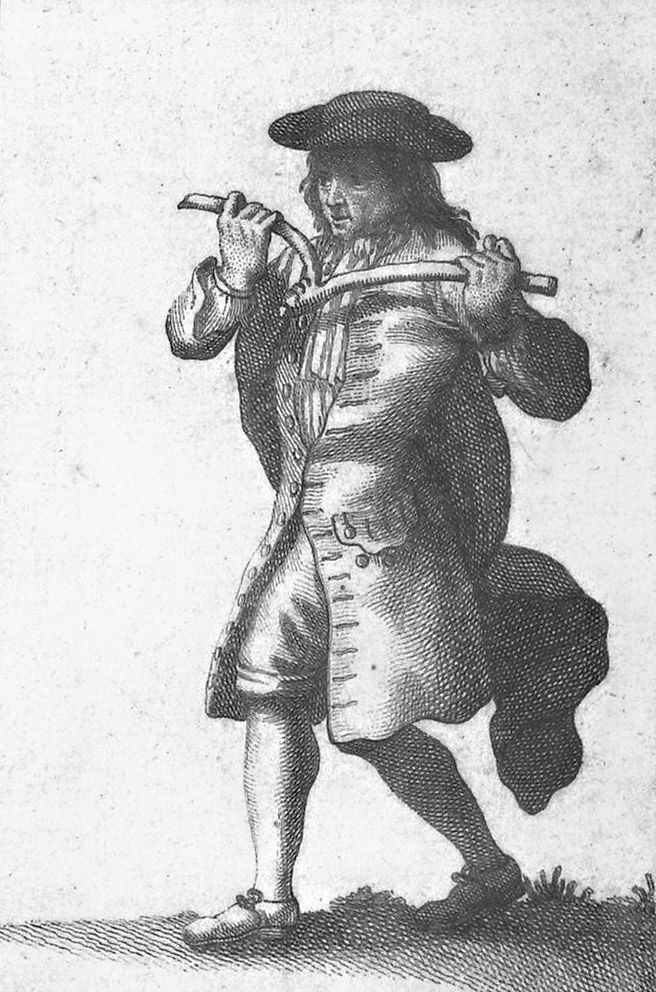
Der Wünschelruten-Geher, Superstitions anciennes et modernes, préjugés vulgaires qui ont induit les peuples à des usages et à des pratiques contraires à la religion, 1733

In den Cérémonies et coûtumes religieuses de tous les peuples représésentés par des figures dessinées par Bernard Picart, 1723–1743, entwickelte Bernard in seiner Einleitung ein überraschendes religionstheoretisches Konzept: „Religion ist für ihn primär ein gesellschaftliches Phänomen. In ihrem wesentlichen Kern stimmten alle Religionen überein, lediglich in ihren Ausdrucksformen seien sie unterschiedlich. In den diversen Bräuchen und Formen fänden die je eigenen religiösen Vorstellungen der Menschen ihren Ausdruck; dahinter liege jedoch das im Wesen des Menschen ganz allgemein begründete Bedürfnis nach Zeremonien überhaupt. Ebenfalls anthropologisch konstant sei der Wunsch, bestimmte Zeiten und Aspekte des Menschseins wie Geburt und Tod durch religiöse Rituale zu deuten, aber auch der Versuch durch Gebete Zugang zum Göttlichen zu schaffen.“
Die siebenbändige Folioausgabe über die Zeremonien und kultischen Ausdrucksformen sämtlicher bekannter Religionen war trotz des hohen Preises und des unhandlichen Formats ein Bestseller der Epoche der Aufklärung. Die 1.200 Exemplare der ersten Auflage waren bald verkauft, es erschienen Übersetzungen ins Deutsche, Englische und Niederländische, 1741 sogar eine Konkurrenzausgabe in Frankreich selbst. Die zeitgenössischen Rezensenten besprachen das Werk überaus wohlwollend und in den Beständen der prominenten Sammler jener Zeit ist das Werk weit verbreitet nachgewiesen worden. Besondere Bedeutung erlangte das Werk insbesondere durch die zahlreichen Illustrationen des Kupferstechers Bernard Picart, die beim Publikum so sehr beliebt waren, dass man das Werk als Picart assoziierte. In der neueren Forschung will man bei Bernard und Picart eindeutige Wurzeln des Gallikanismus und Jansenismus entdeckt haben. Außerdem zeigten die Illustrationen gerade Ethnien, die im Tenor der Zeit zuvor meist als „blutrünstige Wilde“ abgebildet wurden, wie z. B. die Indianer Floridas, als fürsorgliche Individuen bei der Trauer um ihre Angehörigen. Somit wäre die religiöse und kulturelle Toleranz in der europäischen Aufklärung der ersten Hälfte des 18. Jahrhunderts verstärkt worden. Dagegen billigte eine monokausale Studie den Illustrationen Picarts zwar eine hohe künstlerische Qualität zu, sah aber andererseits in die vielfältigen Illustrationen eines „neuen“ Juden-Typus, der Ashkenazi, gewissermaßen eine soziale Kritik an deren wachsenden Einfluss in Amsterdam. Andere jüdische Studien sahen diesen Einfluss trotz aller Klischees weitaus differenzierter, zumal die Darstellung Picarts bis heute einen ikonographischen Einfluss auf die jüdische Kultur hätten.
Mit den Cérémonies et coûtumes religieuses war Bernard eben nicht mehr allein der intellektuelle Unternehmer, sondern ein expandierender Kapitalist geworden. Das Projekt eines neuen Journals, der Mémoires historiques et critiques nahm er 1722 mit dem angesehenen Journalisten François-Denis Camusat und dem bekannten Historiker und Geographen Antoine Augustin Bruzen de la Martinière ambitioniert in Angriff. Während Camusat die inhaltliche Führung übernommen hatte, sorgte Bruzen für die Zusammenfassungen und Besprechungen. Wie ein älteres Projekt, das Bernard mit du Sauzet Jahre zuvor versucht hatte, waren auch die Mémoires historiques et critiques kein Publikumserfolg. Die Zusammenarbeit zwischen Camusat und Bruzen hatte sich jedoch bewährt. Camusat war ebenfalls der leitende Journalist bei dem nächsten Projekt Bernards, der Bibliothèque Françoise, die nach längerer Anlaufzeit schließlich Erfolg haben sollte. In ihrem Wesen verwandte Seelen prangerten in diesem Journal insbesondere die Praxis des damaligen Journalismus an, unliebsame Tendenzen zu unterdrücken und wie z. B. Wetstein vor allen Dingen Artikel konkurrierender Unternehmen bewusst zu ignorieren. Als die Bibliothèque Françoise endlich erfolgreich war, schien Bernard – im Gegensatz zu Camusat, der bis zu seinem Tode 1732 für das Journal schrieb – sein Interesse daran verloren zu haben und verkaufte die Rechte an du Sauzet, der die Reihe bis 1746 fortsetzte. Nach Camusats Tod versammelte Bernard dessen literarischen Nachlass in der lange Zeit singulär dastehenden Histoire critique des journaux, 1734.
Nachdem Maria Sibylla Merian in Amsterdam gestorben war, kaufte Bernard ihre Druckplatten auf und ließ ihre Werke 1730 erneut herausgeben. Seine andere geographisch-naturwissenschaftliche Reihe, die Recueil de voyages au nord erlebten in den 1730er Jahren komplett eine zweite Auflage, wobei erwähnenswert ist, dass er selbst nicht unerhebliche Summen in die in den Nordamerikanischen Kolonien Frankreichs, wie z. B. Louisiana, operierenden Handelsgesellschaften und darüber hinaus in die Niederländische Ostindien-Kompanie investierte. Auch andere Hugenotten und Niederländer ermutigte er dazu, und im Unterschied zu manch anderen Investoren hatte er damit Glück.
Bernard machte niemals ein Geheimnis aus seiner Verlegertätigkeit, verschwieg aber geradezu seine Verdienste als Autor und hinterließ bewusst kein eigenes Bildnis. Dies mag neben den Bedenken wegen der damaligen Zensur damit zusammengehangen haben, dass er zwar großen Respekt vor dem Wissen seiner Umgebung hatte, der reinen Universitätsgelehrtheit jedoch ablehnend gegenüberstand. Im Gegensatz zu einigen seiner Kollegen enttäuschte er die Erwartungen seiner Subskribenten niemals, indem etwa angekündigte Werke nicht erschienen wären. Dennoch zog er zur Sicherheit stets die Gesellschaft von Kontraktkompanien vor, die ein riskantes Buchprojekt gemeinsam stützen konnten. So nahm er die niederländische Übersetzung der Cérémonies et coûtumes religieuses erst dann in Angriff, als sich ihm fünf weitere Verlagshäuser anschlossen, obwohl er bereits mehrere hundert Subskribenten zu verzeichnen hatte.

## Tod und Nachwirken
Als Jean Frédéric Bernard 1744 starb, galt er als verhältnismäßig reicher Mann. Mit einem Jahreseinkommen von 2000 Gulden, das wahrscheinlich in der Realität wesentlich höher lag, da er wie alle Amsterdamer jener Zeit die Steuereintreiber im Unklaren ließ, konnten sich nur wenige Buchhändler der niederländischen Metropole ähnlich glücklich schätzen. Seine zweite Tochter Elisabeth heiratete 1747 Marc-Michel Rey, der ebenfalls eine geschickte Hand im Buchhandel hatte und schließlich zum bedeutendsten Verleger von Jean-Jacques Rousseau und der niederländischen Aufklärung wurde.
Nach Bernards Tod 1744 wurden viele nachgedruckte Ausgaben der nächsten Jahrzehnte mit der Signaturfälschung „Jean Frédéric Bernard“ herausgegeben, um den Wert zu erhöhen. Damit verfielen seine Nachfolger in die gleichen Mechanismen des Raubdrucks wie er selbst zu Lebzeiten.
Selbst bei heutigen Auktionen erzielen manche seiner Werke angemessene Erlöse. Eine unvollständige, aber gut erhaltene Ausgabe der Recueil de Voyages au Nord erzielte 2005 einen Verkaufspreis von 1.320 Pfund Sterling bei Christie’s. Erstaunlicherweise brachten Fragmente, sprich insgesamt eine Karte und 13 Bildtafeln aus dem identischen Werk, zwei Jahre später gar die Summe von 5000 US-Dollar bei Christie’s. Diesmal allerdings in der Christie’s-Filiale in New York, Rockefeller Plaza.

## Werk (Auswahl)

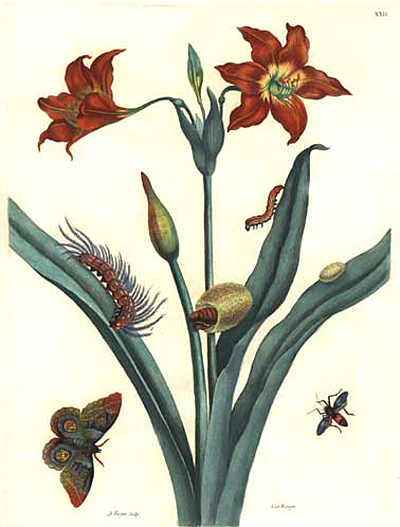
Rote Lilie Lis Rouge, Maria Sibylla Merian: De Europische Insecten, Naauwkeurig onderzogt, na 't leven geschildert, en in print gebragt door Maria Sibilla Merian. Amsterdam 1730

- Recueil de voyages au nord : contenant divers mémoires très utiles au commerce & à la navigation. 1. Auflage 1715, 10 Bände bis 1731, NA Amsterdam 1731.[29]
- Divers traitez sur l'éloquence et sur la poésie. Amsterdam, 1715–1738.
- Réflexions morales, satiriques & comiques sur les moeurs de nôtre siècle, 1711.
- Réponse au Traité du pouvoir des rois de la Grande-Bretagne : où l’on fait voir que ce traité autorise la révolte & la trahison, & rend odieux le pouvoir du souverain; trad. de l’anglois. Amsterdam, 1714.
- zusammen mit Henri de Sauzet: Mémoires du Cardinal de Retz. 1719.
- Mémoires historiques et critiques. 1722.
- Cérémonies et coûtumes religieuses de tous les peuples représésentés par des figures dessinées par Bernard Picart. 1723–1743.
- Bibliothèque Françoise. 1723–1730.
- Maria Sibylla Merian: De Europische Insecten, Naauwkeurig onderzogt, na 't leven geschildert, en in print gebragt door Maria Sibilla Merian. Amsterdam 1730[30]
- Superstitions anciennes et modernes, préjugés vulgaires qui ont induit les peuples à des usages et à des pratiques contraires à la religion. 1733–1736. Das Werk wurde mit verschiedenen Modifikationen neu aufgelegt bei Bannier, Paris, 1741; als Neudruck durch Claude Prudhomme in 13 Bänden herausgegeben, 1807–1810.
- Denis Camusat: Histoire critique des journaux. 1734.
- Dialogues critiques et philosophiques : par M. l’Abbé de Charte-Livry, nouvelle edition augmentée de plusieurs dialogues. 1734.
- Louis Hennepin und Garcilaso de la Vega: Histoire des Yncas – Rois du Perou with L’Histoire de la Conquete de la Floride with Nouvelle Découverte d’un Très Grand Pays, situé dans l'Amerique. Amsterdam 1737.
- Dissertations Melees Sur Divers Sujets Importans Et Curieux. V1–2, 1740.
- L`Eloge d´Enfer: Ouvrage critique, historique et moral, 2 Bds, Den Haag 1759 (posthum)

## Literatur

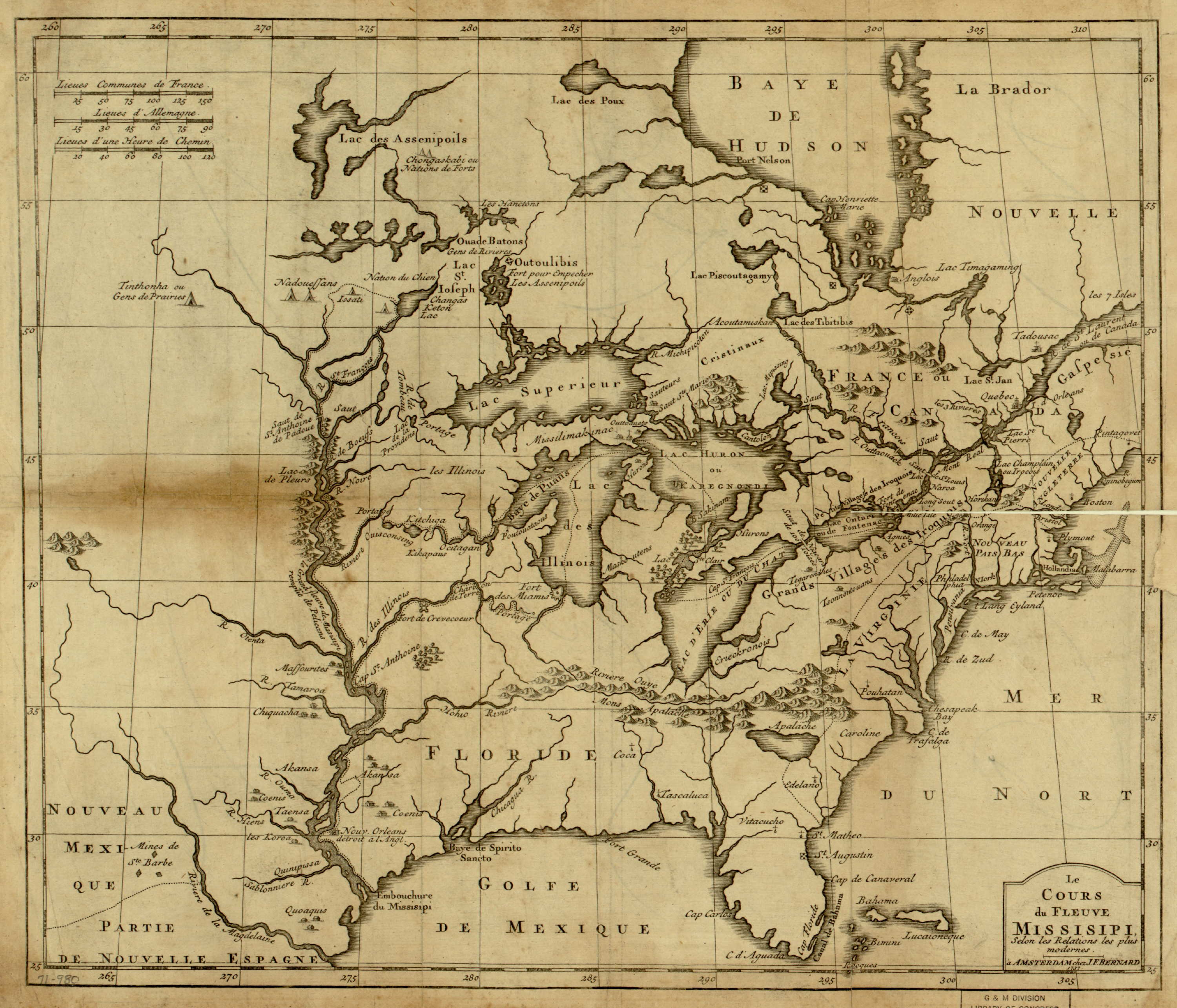
Verlauf des Mississippi, illustrierende Karte aus Louis Hennepin und Garcilaso de la Vega: Histoire des Yncas - Rois du Perou with L'Histoire de la Conquete de la Floride with Nouvelle Découverte d'un Très Grand Pays, situé dans l'Amerique, Amsterdam 1737